# Tallonia picta
Tallonia picta är en spindelart som beskrevs av Simon 1889. Tallonia picta ingår i släktet Tallonia och familjen vårdnätsspindlar.
Artens utbredningsområde är Madagaskar. Inga underarter finns listade i Catalogue of Life.